# F (латиниця)
F, f («еф») — шоста літера латинського алфавіту, вимовляється «еф». Літера F походить від давньогрецької літери дигама (Ϝ, ϝ), що позначала дзвінкий губно-м'якопіднебінний апроксимант /w/ — цей звук зник з давньогрецької мови ще в архаїчну епоху. Зі свого боку, дигама походила від фінікійської літери вав.

## Способи кодування
У юнікоді велика F — U+0046, мала f  — U+0066.
Код ASCII для великої F — 70, для малої f — 102; або у двійковій системі 01000110 та 01100110, відповідно.
Код EBCDIC для великої F — 198, для малої f — 134.
NCR код HTML та XML — «F» та «f» для великої та малої літер відповідно.
| Фонетичний алфавіт НАТО   | Фонетичний алфавіт НАТО | код Морзе                      | код Морзе    |
| Foxtrot                   | Foxtrot                 | ··–·                           | ··–·         |
|                           |                         |                                | ⠋            |
| Морський прапорний сигнал | Семафорна абетка        | Американська мова жестів (ASL) | Шрифт Брайля |